# Річне (селище)
Річне — селище в Україні, в Запорізькому районі Запорізької області. Входить до складу Новоолександрівської сільської громади. Населення становить 109 осіб. До 2018 року орган місцевого самоврядування — Григорівська сільська рада.

## Географія
Селище Річне знаходиться на лівому березі річки Кінська, вище за течією на відстані 3,5 км розташоване село Веселянка, нижче за течією на відстані 2 км розташоване село Приморське (Василівський район). На річці зроблено кілька загат. До села примикають масиви садових ділянок. Поруч проходить автомобільна дорога М18 (E105).

## Населення

### Мова
Розподіл населення за рідною мовою за даними перепису 2001 року:
| Мова       | Кількість | Відсоток |
| ---------- | --------- | -------- |
| українська | 97        | 88.99%   |
| російська  | 12        | 11.01%   |
| Усього     | 109       | 100%     |